# William H. Wade
William Henry Wade (* 3. November 1835 bei Springfield, Ohio; † 13. Januar 1911 in Springfield, Missouri) war ein US-amerikanischer Politiker. Zwischen 1885 und 1891 vertrat er den Bundesstaat Missouri im US-Repräsentantenhaus.

## Werdegang
William Wade besuchte die öffentlichen Schulen seiner Heimat sowie die Grove Academy und das Antioch College in Yellow Springs. Danach arbeitete er in der Landwirtschaft. Während des Bürgerkrieges diente Wade im Heer der Union. Im Mai 1866 zog er nach Missouri, wo er wieder in der Landwirtschaft tätig wurde. Politisch war er Mitglied der Republikanischen Partei. Zwischen 1881 und 1884 saß er als Abgeordneter im Repräsentantenhaus von Missouri.
Bei den Kongresswahlen des Jahres 1884 wurde Wade im 13. Wahlbezirk von Missouri in das US-Repräsentantenhaus in Washington, D.C. gewählt, wo er am 4. März 1885 die Nachfolge des Demokraten Robert Washington Fyan antrat. Nach zwei Wiederwahlen konnte er bis zum 3. März 1891 drei Legislaturperioden im Kongress absolvieren. Ab 1889 war er Vorsitzender des Ausschusses für Arbeitsangelegenheiten (Committee on Labor). Im Jahr 1890 unterlag er seinem Vorgänger Fyan. Nach seinem Ausscheiden aus dem US-Repräsentantenhaus arbeitete Wade wieder in der Landwirtschaft. Er starb am 13. Januar 1911 in Springfield.